# مصفوفة منعدمة
في الرياضيات وبالتحديد في الجبر الخطي، مصفوفة منعدمة أو مصفوفة صفرية (بالإنجليزية: Zero matrix)‏ هي مصفوفة جميع مداخلها مساوية للصفر.
{\displaystyle 0_{1,1}={\begin{bmatrix}0\end{bmatrix}},\ 0_{2,2}={\begin{bmatrix}0&0\\0&0\end{bmatrix}},\ 0_{2,3}={\begin{bmatrix}0&0&0\\0&0&0\end{bmatrix}}.\ }